# 幸せのありか (山猿の曲)
「幸せのありか」（しあわせのありか）は、日本のシンガーソングライター・山猿の8作目（通算10作目）のデジタルシングル。

## 概要
- 前作『バイバイ‥』から1か月を経ての発売となったデジタルシングル。
- 『LGMonkees解散LIVE みんなありがとう!! ～でも寂しいからサヨナラは言わないよ～』の終演翌日からスタートした12週連続着うた配信企画の第6弾として音源化されていた楽曲で、ファンの間でフル音源化が熱望されていたため、リクエストに応える形で発売された[1]。

## 収録曲
| #  | タイトル         | 作詞 | 作曲           | 編曲 | 時間 |
| -- | ---------------- | ---- | -------------- | ---- | ---- |
| 1. | 「幸せのありか」 | 山猿 | 山猿、立山秋航 | RYLL | 4:21 |

### 解説
1. 幸せのありか
幸せをテーマに制作されたミディアムナンバー[1]。
ミュージック・ビデオはVRバージョンと2種類あり、VRバージョンのフル映像を観るためには日本初となる、CDの曲中に埋め込まれているコードをスマートフォンで聴かせなければならないサウンドコード技法が導入された。また、VRバージョンは一つの空間でドラマパートと歌唱パートが同時に表現されており、視聴者が好きな時に好きなところを観られるという360°仕様で構成されており、奥仲麻琴が恋人役として出演している[2]。

## 参加ミュージシャン
- 山猿：Vocal

Support Musician
- RYLL：Programming
- nakaokaan：Guitar
- 吉田宇宙ストリングス：Strings

## 収録アルバム
- あいことば4